# SU-100驅逐戰車
SU-100驅逐戰車（俄语：СУ-100），是由蘇聯所研製的驅逐戰車，目的為取代蘇聯原有的SU-85驅逐戰車。主要活躍於第二次世界大战末期，戰後於蘇聯與其盟國中服役多年。

## 開發及設計
1944年，隨著德軍虎式、豹式等重型戰車的投入，蘇聯原有的SU-85驅逐戰車不僅無法對德軍重型戰車形成有效打擊，其火力甚至落後於升級過後的蘇聯主力戰車T-34/85，因此蘇軍開始尋求更強大的火力支援車輛。
1944年二月到三月間，新型車的設計在蘇聯首席火砲設計師Lev Gorlitsky的監督下，在位於葉卡捷琳堡的聯合重工-烏拉爾機械廠（OMZ,Uralmash）展開。這個被稱為『Object 138』的SU-100原型以後期型的T-34（以T-34/85為主）底盤為基座，對不同型號的100mm火砲進行密集的測評與試裝，最後由蘇聯第九兵工廠的火砲設計師費奧多爾·彼得羅夫（Fyodor Fyodorovich Petrov）所設計的D-10S型戰車砲脫穎而出，1944年9月開始進行量產。D-10在戰後也安裝於T-54/55主力戰車以及其他衍生型上，持續服役至今。
SU-100很快就戰戰場上證明了其作為二戰期間最佳自走砲之一的實力。D-10S型戰車砲的火力足以在2000公尺外正面貫穿虎式戰車的裝甲，这意味着德军方面理论上只有虎王式的前装甲有可能抵御其攻击，因此蘇聯士兵替它取了一個"戰車殺手"的暱稱。
SU-100相對於SU-85的主要改進還包括：正面裝甲厚度加厚（由45公厘增加到75公厘）、車體右側增設指揮塔（改善SU-85指揮官的視野受限的問題）。同時為了因應主砲的增強而導致的通風排煙需求，車體後方裝設了兩個通風裝置（SU-85只有一個）。由於裝甲加厚、D-10炮身較大等因素，車內空間縮減，且100mm炮彈比85mm炮彈體積更大、更重，因此SU-100可攜帶的炮彈量較SU-85要少。

## 服役

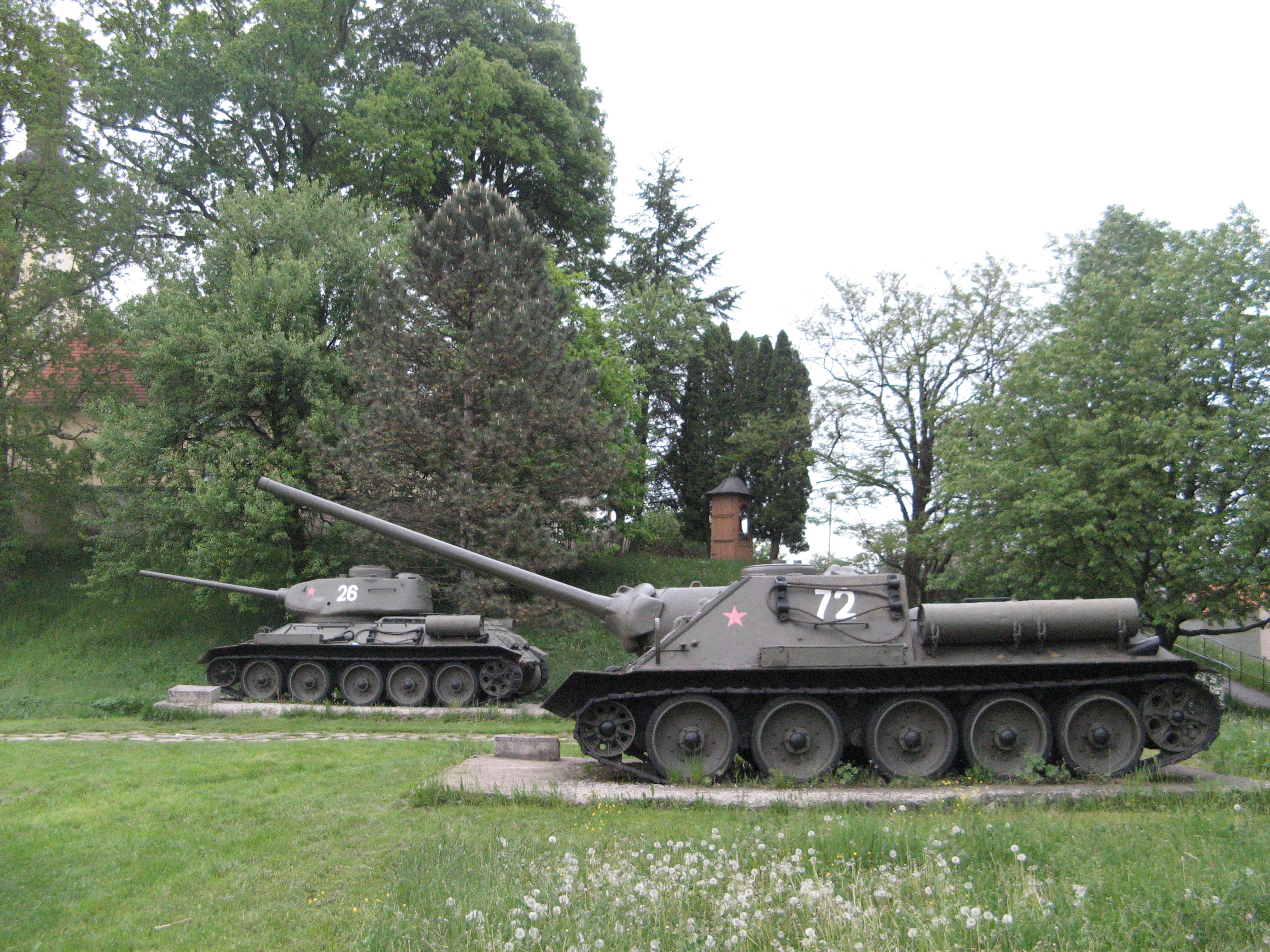
在捷克博物館外展示的SU-100。

SU-100參與了二戰末期蘇聯軍的每一場戰役，最輝煌的戰果是在1945年3月，蘇軍在匈牙利的巴拉頓湖戰役將大量的SU-100投入作戰，德軍裝甲部隊遭全面擊潰。儘管這次勝利對戰事大局並無影響，但是充分表現了SU-100對德軍的壓制能力。到1945年7月為止，SU-100已經生產了超過2335輛。
從戰後到1947年為止，SU-100都在捷克斯洛伐克持續生產。1957年退役之後，大部份的SU-100都沒有被銷毀，而是封存在陸軍軍方的倉庫中以備不時之需。
許多華沙公約組織的會員國與蘇聯的盟國也也採用了SU-100，如埃及、古巴與安哥拉。根據M-44協議，一些SU-100在戰後交給了南斯拉夫。
1950年12月1日，蘇聯軍開始陸續撤離中國，存放在大連基地的裝備被直接出售給解放軍，其中包括99輛SU-100、18輛IS-2重型戰車、224輛T-34，1955年，解放军利用這些裝備在64军190师的基础上组建了第1机械化师。解放军的SU-100直到80年代才完全退役。
1956年，蘇伊士運河危機，埃及使用SU-100對付以色列的M4雪曼。1967年的六日戰爭、1973的贖罪日戰爭中則使用了進行過沙質地形適應改良的SU-100。
一直到1970年代晚期，SU-100仍在許多國家服役，到1990年代的南斯拉夫内战中仍被使用，且其實力仍頗受好評，但随着战损与缺乏維修技術與零件，到战争结束时已丧失军事价值。南斯拉夫正式解體之後，其剩余的残损车辆被越南人民軍與朝鮮人民軍陸軍等仍有SU-100现役的军队接收，可能是充作备件的来源。

## 註解
1. ↑  "Молодой ленинец", № 2(7360) от 8 января 2008 года （页面存档备份，存于）. Publish.pnz.ru. Retrieved on 2012-04-14.
2. ↑  Lovac tenkova SU-100 （页面存档备份，存于）. Members.multimania.co.uk. Retrieved on 2012-04-14.

## 外部連結
- The SU-100 Tank Destroyer（页面存档备份，存于） at Battlefield.ru
- SU-100（页面存档备份，存于） at WWIIvehicles.com
- SU-100 data（页面存档备份，存于） at OnWar.com